# Lanches-Saint-Hilaire
Lanches-Saint-Hilaire és un municipi francès situat al departament del Somme i a la regió dels Alts de França. L'any 2007 tenia 120 habitants.

## Demografia

### Població

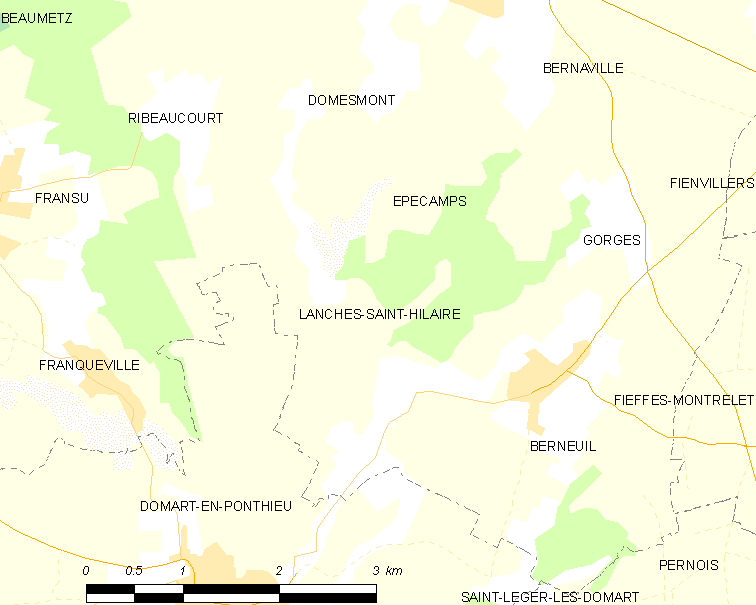
mapa del municipi

El 2007 la població de fet de Lanches-Saint-Hilaire era de 120 persones. Hi havia 45 famílies de les quals 8 eren unipersonals (8 homes vivint sols), 21 parelles sense fills i 16 parelles amb fills.
La població ha evolucionat segons el següent gràfic:
Habitants censats

### Habitatges
El 2007 hi havia 54 habitatges, 45 eren l'habitatge principal de la família, 6 eren segones residències i 2 estaven desocupats. Tots els 53 habitatges eren cases. Dels 45 habitatges principals, 38 estaven ocupats pels seus propietaris, 6 estaven llogats i ocupats pels llogaters i 1 estava cedit a títol gratuït; 1 tenia dues cambres, 7 en tenien tres, 7 en tenien quatre i 30 en tenien cinc o més. 33 habitatges disposaven pel capbaix d'una plaça de pàrquing. A 21 habitatges hi havia un automòbil i a 20 n'hi havia dos o més.

### Piràmide de població

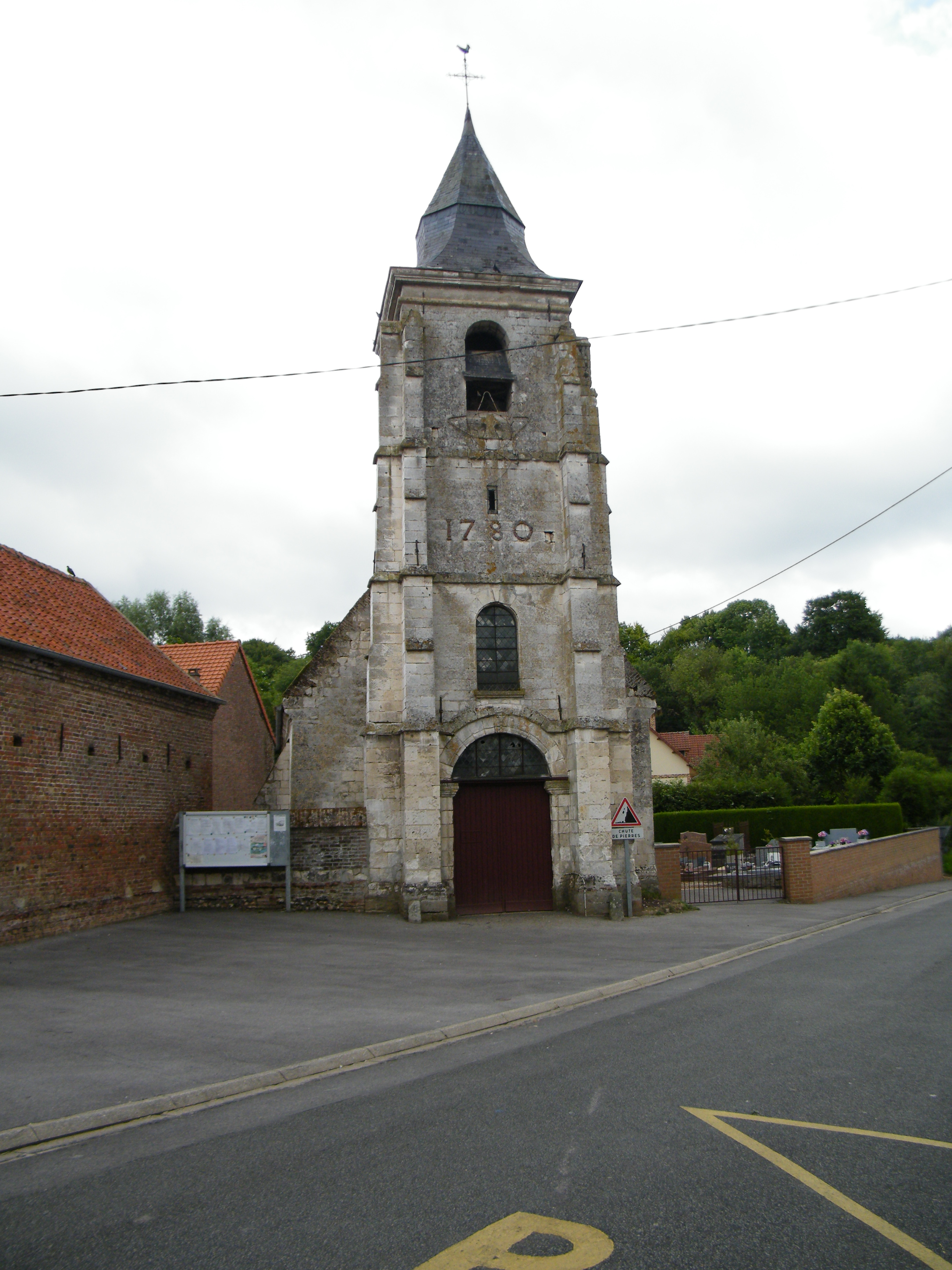
església

La piràmide de població per edats i sexe el 2009 era:
| Homes | Edats   | Dones |
| ----- | ------- | ----- |
| 0     | 95 o +  | 0     |
| 0     | 90 a 94 | 0     |
| 0     | 85 a 89 | 4     |
| 0     | 80 a 84 | 0     |
| 0     | 75 a 79 | 0     |
| 4     | 70 a 74 | 4     |
| 4     | 65 a 69 | 8     |
| 4     | 60 a 64 | 0     |
| 0     | 55 a 59 | 0     |
| 4     | 50 a 54 | 0     |
| 0     | 45 a 49 | 8     |
| 0     | 40 a 44 | 4     |
| 8     | 35 a 39 | 8     |
| 0     | 30 a 34 | 0     |
| 4     | 25 a 29 | 0     |
| 0     | 20 a 24 | 0     |
| 4     | 15 a 19 | 0     |
| 0     | 10 a 14 | 8     |
| 4     | 5 a 9   | 4     |
| 12    | 0 a 4   | 0     |

## Economia

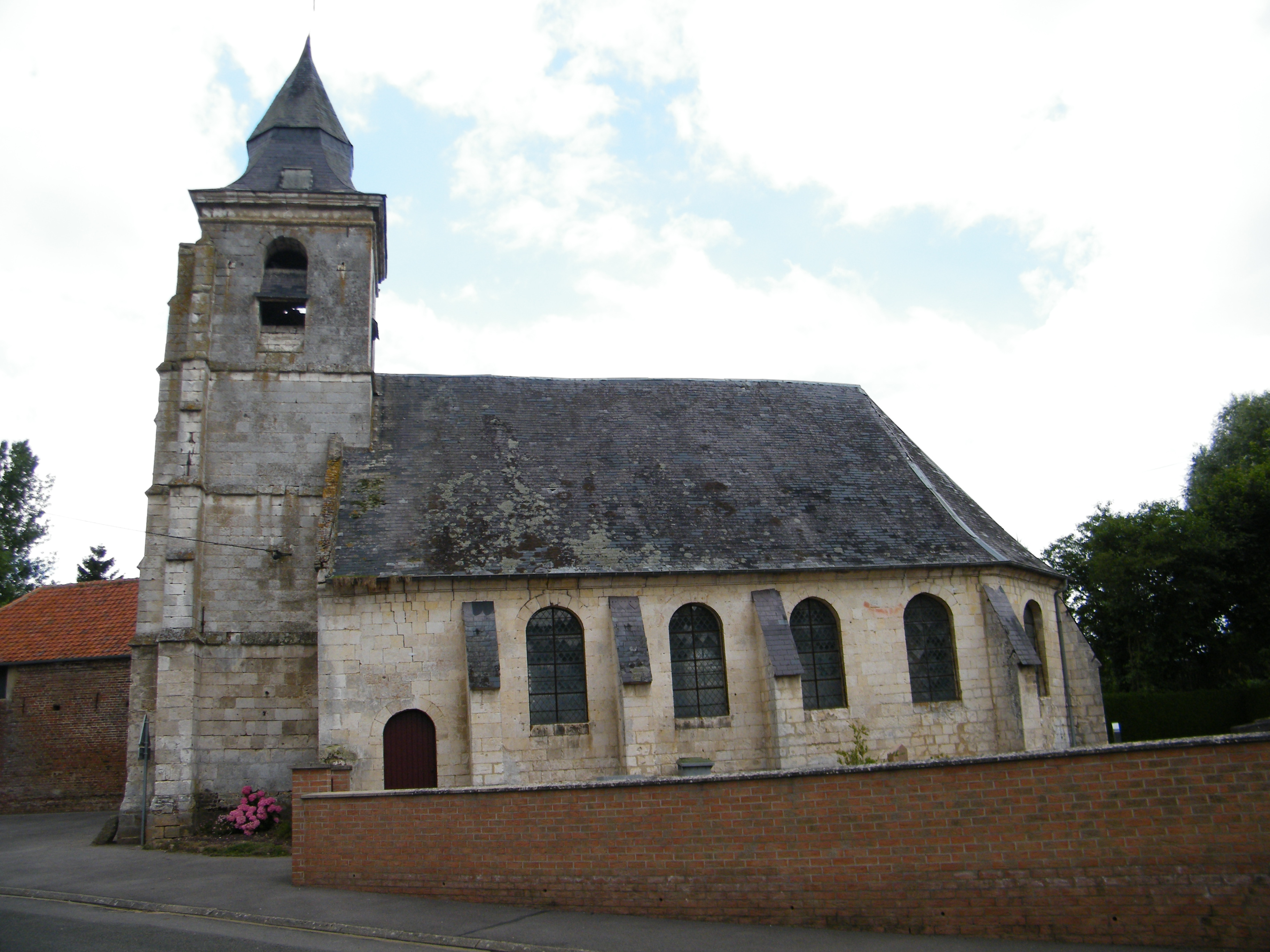

El 2007 la població en edat de treballar era de 78 persones, 55 eren actives i 23 eren inactives. De les 55 persones actives 51 estaven ocupades (29 homes i 22 dones) i 4 estaven aturades (2 homes i 2 dones). De les 23 persones inactives 4 estaven jubilades, 10 estaven estudiant i 9 estaven classificades com a «altres inactius».
Activitats econòmiques
Dels 2 establiments que hi havia el 2007, 1 era d'una empresa de fabricació d'altres productes industrials i 1 d'una empresa de construcció.
L'únic servei als particulars que hi havia el 2009 era una fusteria.
L'any 2000 a Lanches-Saint-Hilaire hi havia 4 explotacions agrícoles.

## Poblacions més properes
El següent diagrama mostra les poblacions més properes.